# 주디 (영화)
《주디》(영어: Judy)는 2019년 개봉한 전기 드라마 영화로, 미국의 배우 겸 가수 주디 갈런드의 삶을 다룬 영화이다. 루퍼트 굴드가 감독을 맡았으며, 피터 퀼터의 웨스트엔드, 브로드웨이 연극 End of the Rainbow 가 영화의 원작이다. 배우 러네이 젤위거가 주디 갈런드 역을 맡아 연기한다. 2019 텔류라이드 영화제에서 전 세계 최초로 상영되었다.

## 출연
- 러네이 젤위거, 다시 쇼(아역) - 주디 갈랜드
- 핀 위트록 - 미키 딘스
- 루퍼스 슈얼 - 시드니 러프트
- 마이클 갬본 - 버나드 델폰트
- 제시 버클리 - 로절린 와일더
- 리처드 코더리 - 루이스 B. 메이어
- 벨라 램지 - 로나 러프트
- 로이스 피어슨 - 버트
- 앤디 나이먼 - 댄
- 대니얼 세르케이라 - 스탠
- 아서 맥베인 - 애스키스
- 존 대글리시 - 로니 도너건
- 제마리아 데버루 - 라이자 미넬리
- 데이비드 루빈 - 노엘
- 루인 로이드 - 조이 러프트
- 퍼넬라 울거 - 마거릿 해밀턴
- 거스 배리 - 미키 루니
- 애드리안 루키스 - 하그리에베스 의사
- 벤틀리 카루 - 조지
- 가이아 와이즈 - 에비
- 톰 듀런트 프리처드 - 켄 프리쉬
- 조디 맥니 - 비비언
- 마틴 새비지 - 호로위츠
- 필 던스터 - 벤
- 나타샤 파월 - 에설 검

## 수상 목록
| 연도 | 상                         | 부문                   | 수상자          | 결과 | 출처  |
| ---- | -------------------------- | ---------------------- | --------------- | ---- | ----- |
| 2019 | 새틀라이트상               | 극영화 여우주연상      | 러네이 젤위거   | 후보 |       |
| 2019 | 새틀라이트상               | 의상상                 | 자니 테밈       | 후보 |       |
| 2020 | 크리틱스 초이스 영화상     | 여우주연상             | 러네이 젤위거   | 수상 |       |
| 2020 | 크리틱스 초이스 영화상     | 분장상                 | 《주디》        | 후보 |       |
| 2020 | 미국 배우 조합상           | 여우주연상             | 러네이 젤위거   | 수상 |       |
| 2020 | 골든 글로브상(77회)        | 극영화 부문 여우주연상 | 러네이 젤위거   | 수상 | [ 1 ] |
| 2020 | 영국 아카데미 영화상(73회) | 여우주연상             | 러네이 젤위거   | 수상 | [ 2 ] |
| 2020 | 영국 아카데미 영화상(73회) | 의상상                 | 자니 테밈       | 후보 | [ 2 ] |
| 2020 | 영국 아카데미 영화상(73회) | 분장상                 | 제러미 우드헤드 | 후보 | [ 2 ] |
| 2020 | 인디펜던트 스피릿 어워드   | 여우주연상             | 러네이 젤위거   | 수상 |       |
| 2020 | 아카데미상(92회)           | 여우주연상             | 러네이 젤위거   | 수상 |       |
| 2020 | 아카데미상(92회)           | 분장상                 | 제러미 우드헤드 | 후보 |       |